# Route nationale 25 (Madagascar)
Pour les articles homonymes, voir Route nationale 25.
La route nationale 25 (N 25) est une route nationale s'étendant de Mananjary jusqu'à Ambohimahasoa à Madagascar.

## Description
La route nationale 25 parcourt 174 km dans les régions de Vatovavy et Haute Matsiatra.

## Parcours
D'est en ouest:
- Mananjary (Croisement de la  N 11)
- Betampona (près du croisement de la N 11)
- Fenoarivo
- Irondro (croisement de la N 12)
- Kianjavato
- Ifanadiana (croisement de la N 14)
- Parc national de Ranomafana
- Vorodolo  (croisement de la N 45)
- Ambalakindresy
- Manandroy (croisement de la N7)
- Ambohimahasoa